# Pranles
PRANLES é uma comuna francesa na região administrativa de Auvérnia-Ródano-Alpes, no departamento de Ardèche. Estende-se por uma área de 29,49 km². Em 2010 a comuna tinha 520 habitantes (densidade: 17,6 hab./km²).